# Helfrantzkirch
Helfrantzkirch är en kommun i departementet Haut-Rhin i regionen Grand Est (tidigare regionen Alsace) i nordöstra Frankrike. Kommunen ligger i kantonen Sierentz som tillhör arrondissementet Mulhouse. År 2022 hade Helfrantzkirch 733 invånare.

## Befolkningsutveckling
Antalet invånare i kommunen Helfrantzkirch
| Referens: INSEE |